# Mică metodă de pian
Mică metodă de pian este o lucrare didactică din domeniul învățământului muzical scrisă de profesoara de pian Maria Cernovodeanu și publicată pentru prima dată în 1956, dedicată pregătirii instrumentale a începătorilor din cercurile artistice și ale școlilor de muzică din România.
De la apariție și până în prezent (2015) cartea a avut 18 ediții.